# Urgermanska

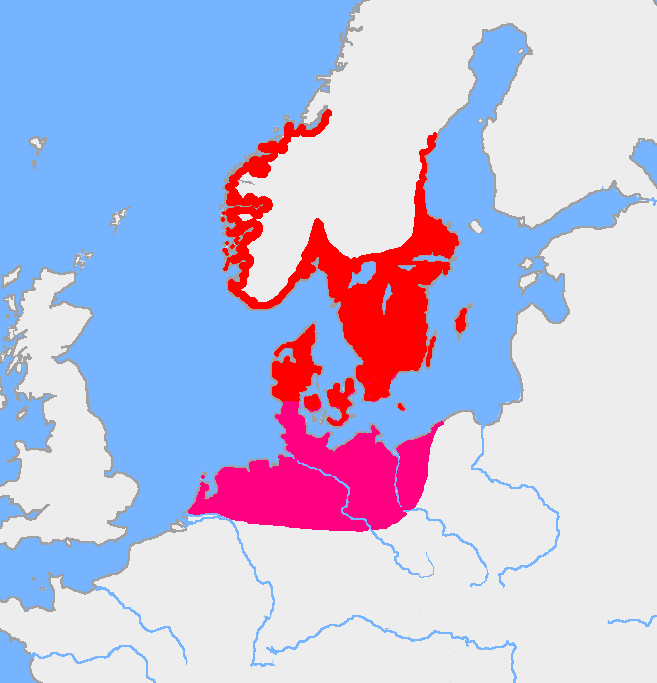
Rekonstruerad utbredning av urgermanskan 500 f.Kr. baserad på arkeologiska indikationer på kulturella likheter inom Nordisk bronsålderskultur (rött) och Jastorfkulturen (magenta).

Urgermanska är ett rekonstruerat språk sammansatt utifrån de germanska språkens äldsta skriftligt belagda former. Det anses av språkhistoriker ha varit den gemensamma basen och utgångspunkten för dessa språks utveckling. De germanska språkens äldsta belägg är från de första århundradena e.Kr., då de redan var olika varandra. Splittringen av det urgermanska språket i dialekter som ledde till dessa språk måste därför ha ägt rum hundratals år före vår tideräknings början.

## Yttre språkhistoria
Urgermanskan uppvisar betydande skillnader jämfört med andra indoeuropeiska språk. Den mest välkända är den ljudskridning som beskrivs av Grimms lag och Verners lag (de flesta forskare anser att de båda lagarna utgör successiva steg i samma utveckling), formulerade av Jacob Grimm 1822 respektive Karl Verner 1876. Ljudskridningen innebär grovt talat att urindoeuropeiska klusiler "mjukas upp" till urgermanska frikativor.
Det är osäkert var språket hade sitt ursprung. Arkeologin antyder att runt 750 f.Kr. fanns en någorlunda enhetlig germansktalande befolkning i södra Skandinavien och längs Nordsjö- och södra Östersjökusten från nuvarande Nederländerna till floden Weichsel. Denna enhetlighet hade runt 250 f.Kr. splittrats i fem huvudgrupper: nordgermanska (urnordiska) i Skandinavien utom Jylland, nordsjögermanska längs Nordsjön inklusive Jylland, Elbe-germanska runt Elbe, Rhen-Weser-germanska runt dessa floder samt östgermanska mellan floderna Oder och Weichsel.
Den större dialektala mångfalden i söder antyder att utvecklingen av urgermanskan haft sin tyngdpunkt där, men även södra Sverige har föreslagits med argumentet att där vad man vet saknas förgermanska ortnamn. Man bör notera att eftersom hela det urgermanska området binds samman av en enhetlig vattenmassa är det mycket möjligt att språket utvecklats parallellt genom handel, äktenskap och andra kontakter, vilket onödiggör en snävt avgränsad språklig "vagga".
Beträffande tidpunkten är meningarna mer delade. En del forskare, som Colin Renfrew, menar att samtliga neolitiska kulturer i Europa var indoeuropeiska. Det är i så fall troligt att urgermanskan redan under senneolitikum cirka 2000 f.Kr. utvecklas ur de språk som hade förts till Skandinavien av trattbägarkulturen och stridsyxekulturen. Enligt kurganhypotesen är istället stridsyxekulturen den första vågen av indoeuropeiska folk och urgermanskan utvecklas som en syntes främst mellan stridsyxekulturen och en andra våg indoeuropeer, höggravskulturen, under bronsålderns kulturutbyte.

## Fonologi

### Konsonanter
|                     | bilabialer | dentaler | alveolarer | velarer | labiovelarer |
| ------------------- | ---------- | -------- | ---------- | ------- | ------------ |
| tonlösa klusiler    | p          | t        |            | k       | kʷ           |
| tonande obstruenter | b          | d        | z          | g       | gʷ           |
| tonlösa frikativor  | f          | þ        | s          | h       | hʷ           |
| nasaler             | m          | n        |            |         |              |
| likvidor            |            | l        | r          |         |              |

### Vokaler
|                       | Främre     | Centrala   | Bakre      |
| --------------------- | ---------- | ---------- | ---------- |
| Icke stavelsebildande | j          |            | w          |
| Korta                 | i, e       | a          | u          |
| Långa                 | ī, ē       | ā          | ū, ō       |
| Överlånga             | e̿          |            | o̿          |
| Diftonger             | ai, au, eu | ai, au, eu | ai, au, eu |

## Morfologi
Urgermanska hade en rik böjning i ordklasserna substantiv, adjektiv, pronomina, räkneord och verb. Substantiv och adjektiv böjdes i de grammatiska kategorierna kasus, genus och numerus, och adjektiv komparerades dessutom; pronomina böjdes i kasus, och med defekta paradigm i numerus genus och person; Grundtal hade defekta paradigm i kasus och genus; ordningstal böjdes som adjektiv. Böjningen påverkades betydligt av att ett flertal olika ordstammar fanns.

## Ordförråd
Det urgermanska ordförrådet kom huvudsakligen från urindoeuropeiska.

### Keltiska lån

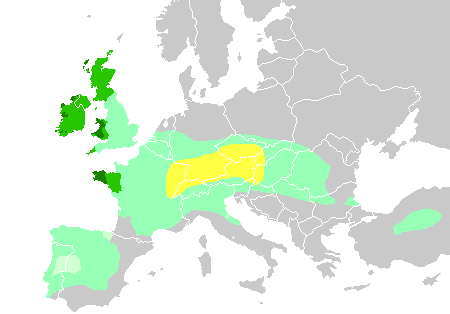
Utbredning av keltisk kultur i historien:

|  | Hallstattkulturens kärnområde, 500-talet f.Kr. |

|  | Största keltiska utbredningen, 300-talet f.Kr. |

|  | Lusitanien |

|  | De keltiska nationerna där keltiska språk talades fram till 1700-talet |

|  | Områden där keltiska språk talas idag |

| Urgermanska | Glossa      | Släktord | Anmärkningar | Källhänvisning |
| ----------- | ----------- | -------- | --- | -------------- |
| *ambahtaz   | 'tjänare'   | ämbete   | | [ 6 ]          |
| *brunjōn-   | 'brynja'    | brynja   | Det nusvenska ordet är indirekt besläktat, eftersom det är upptaget från fornspr[åken].                                                     | [ 6 ]          |
| *gīslaz     | 'gisslan'   | gisslan  | | [ 6 ]          |
| *īsarną     | 'järn'      | järn     | | [ 6 ]          |
| *lēkijaz    | 'läkare'    | läkare   | | [ 6 ]          |
| *rīk-       | 'konung'    | rik      | | [ 6 ]          |
| *Rīnaz      | 'Rhen'      | Rhen     | Det svenska ordet är ett lån från tyska Rhein, som är en av de namnformer den urgermanska formen har rekonstruerats efter                   | [ 6 ]          |
| *walhaz     | 'utlänning' | välsk    | Det svenska ordet är ett lån, dels från [medellågtyska], o[ch] (i historisk stil) från fornspr[åken], och därför endast indirekt besläktat. | [ 6 ]          |

### Latinska lån
| Urgermanska | Glossa     | Släktord | Anmärkningar | Källhänvisning |
| ----------- | ---------- | -------- | --- | -------------- |
| *katilaz    | 'gryta'    | kittel   | Förmodligen ett lån från latinets catīnus 'vattenkittel' eller (mindre sannolikt) från diminutivformen catillus av samma ord. | [ 6 ]          |
| *kaup-      | 'handel'   | köpa     | Förmodligen ett lån från latinets caupo 'handlande' särskilt med vin.                                                         | [ 6 ]          |
| *pundą      | 'skålpund' | pund     | Det urgermanska ordet är ett lån av latinets pondō, en ablativform av pondus eller *pondum.                                   | [ 6 ]          |